# Elko County
Elko County är ett administrativt område i delstaten Nevada, USA. År 2010 hade countyt 48 818 invånare. Den administrativa huvudorten (county seat) är Elko.

## Geografi
Enligt United States Census Bureau så har countyt en total area på 44 556 km². 44 494 km² av den arean är land och 62 km² är vatten.

### Angränsande countyn
- Humboldt County, Nevada - väst
- Lander County, Nevada - sydväst
- Eureka County, Nevada - sydväst
- White Pine County, Nevada - syd
- Tooele County, Utah - öst
- Box Elder County, Utah - öst
- Cassia County, Idaho - nordöst
- Twin Falls County, Idaho - nordöst
- Owyhee County, Idaho - nord